# El puente (película de 1950)
El puente es una película en blanco y negro de Argentina dirigida por Carlos Gorostiza y Arturo Gemmiti sobre su propio guion escrito en colaboración con Nicolás Olivari sobre la obra teatral homónima de Gorostiza que se estrenó el 1 de septiembre de 1950 y que tuvo como protagonistas a Zoe Ducós, Alberto Bello y María Esther Buschiazzo. Fue la primera película de sus directores. La obra teatral fue presentada en 1949 por el grupo de teatro independiente La Máscara y luego por la compañía de Nélida Quiroga en el Teatro Argentino.

## Sinopsis
La familia y amigos de un joven obrero y de un ingeniero que trabajan en la construcción de un puente y sus actitudes frente a un posible accidente.

## Reparto
- Zoe Ducós
- Alberto Bello
- María Esther Buschiazzo
- Hugo E. Monzón
- Alejandro Oster
- Enrique D'Amico
- Salvador Millán
- Gabriel Lannes
- Delia Irigoyen
- Miguel Narciso Brusse
- Mario Alberto Rolla
- Jorge Dublán
- Adriana Campos

## Comentarios
King opinó en El Mundo que el filme “pasado por la cámara…sigue en la tela siendo teatro” y Manrupe y Portela afirman que la película “vale como documento de una pieza importante”.